# Megumi Fujii
Pour les articles homonymes, voir Fujii.
Megumi Fujii (藤井 惠, Fujii Megumi), née le 26 avril 1974 à Okayama, Okayama au Japon, est une pratiquante de MMA japonaise retirée des rings depuis le 5 octobre 2013.

## Carrière en MMA

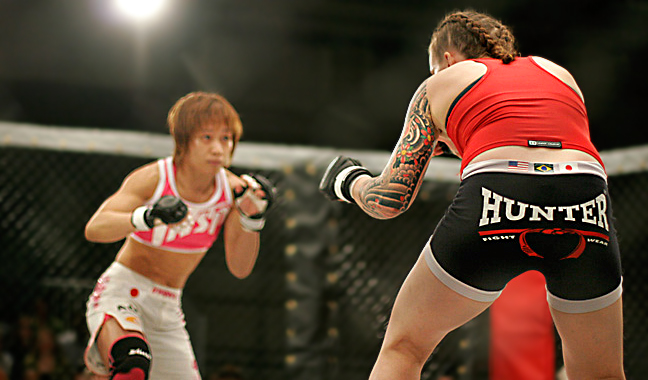
Megumi Fujii et Cody Welchlin disputent un combat à Minneapolis, aux États-Unis, en 2007.

### Palmarès en MMA
| 29 combats     | 26 victoires | 3 défaites |
| Par KO         | 1            | 0          |
| Par soumission | 19           | 0          |
| Sur décision   | 6            | 3          |

| Résultat | Record | Adversaire           | Méthode                            | Événement                                                 | Date              | Round | Temps | Lieu                                    | Notes                                                   |
| -------- | ------ | -------------------- | ---------------------------------- | --------------------------------------------------------- | ----------------- | ----- | ----- | --------------------------------------- | ------------------------------------------------------- |
| Défaite  | 26–3   | Jessica Aguilar      | Décision technique majoritaire     | Vale Tudo Japon: VTJ 3rd                                  | 5 octobre 2013    | 2     | 5:00  | Tokyo, Japon                            | Dernier combat de Megumi Fujii                          |
| Victoire | 26–2   | Mei Yamaguchi        | Décision unanime                   | Vale Tudo Japon: VTJ 1st Japon 2012                       | 24 décembre 2012  | 2     | 5:00  | Tokyo, Japon                            |                                                         |
| Défaite  | 25–2   | Jessica Aguilar      | Décision unanime                   | BFC: Bellator Fighting Championships 69                   | 18 mai 2012       | 3     | 5:00  | Lake Charles, Louisiane, États-Unis     |                                                         |
| Victoire | 25–1   | Karla Benitez        | Soumission (clé de bras)           | Dream: Fight for Japon: Genki Desu Ka! New Year! 2011     | 31 décembre 2011  | 1     | 1:15  | Saitama, Saitama, Japon                 |                                                         |
| Victoire | 24–1   | Mika Nagano          | Décision unanime                   | Jewels: 15th Ring                                         | 9 juillet 2011    | 2     | 5:00  | Tokyo, Japon                            |                                                         |
| Victoire | 23–1   | Emi Fujino           | Décision unanime                   | SRC: Soul of Fight                                        | 30 décembre 2010  | 3     | 5:00  | Tokyo, Japon                            |                                                         |
| Défaite  | 22–1   | Zoila Frausto Gurgel | décision (split)                   | BFC: Bellator Fighting Championships 34 - Finale          | 28 octobre 2010   | 5     | 5:00  | Hollywood, Floride, États-Unis          | Pour le titre inaugural féminin Bellator 115 lb (52 kg) |
| Victoire | 22–0   | Lisa Ellis           | Soumission (clé de bras)           | BFC: Bellator Fighting Championships 31 - Demi finale     | 30 septembre 2010 | 1     | 1:39  | Lake Charles, Louisiane, États-Unis     |                                                         |
| Victoire | 21–0   | Carla Esparza        | Soumission (clé de bras)           | BFC: Bellator Fighting Championships 24 - Quart de finale | 12 août 2010      | 2     | 0:57  | Hollywood, Floride, États-Unis          |                                                         |
| Victoire | 20–0   | Sarah Schneider      | TKO (punches)                      | BFC: Bellator Fighting Championships 21                   | 10 juin 2010      | 3     | 1:58  | Hollywood, Floride, États-Unis          |                                                         |
| Victoire | 19–0   | Tomomi Sunaba        | Soumission (clé de bras)           | Shooto: Revolutionary Exchanges 3                         | 23 novembre 2009  | 1     | 3:24  | Tokyo, Japon                            |                                                         |
| Victoire | 18–0   | Saori Ishioka        | Soumission (clé de bras)           | Jewels 4th Ring                                           | 11 juillet 2009   | 2     | 4:17  | Tokyo, Japon                            |                                                         |
| Victoire | 17–0   | Won Bun Chu          | Soumission (clé de bras keylock)   | Shooto: Tradition Final                                   | 10 mai 2009       | 1     | 0:52  | Tokyo, Japon                            |                                                         |
| Victoire | 16–0   | Tomoko Morii         | Soumission (clé de bras)           | Jewels 1st Ring                                           | 16 novembre 2008  | 1     | 1:05  | Tokyo, Japon                            |                                                         |
| Victoire | 15–0   | Seo Hee Ham          | Soumission (clé de bras)           | Smackgirl: World ReMix 2008 Second Round - Demi finale    | 25 avril 2008     | 1     | 3:39  | Tokyo, Japon                            |                                                         |
| Victoire | 14–0   | Cindy Hales          | Soumission (clé de bras)           | Smackgirl: World ReMix 2008 Opening Round - Eliminatoires | 14 février 2008   | 2     | 0:27  | Tokyo, Japon                            |                                                         |
| Victoire | 13–0   | Mika Nagano          | Soumission (triangle choke)        | Smackgirl: Starting Over                                  | 26 décembre 2007  | 1     | 1:20  | Tokyo, Japon                            |                                                         |
| Victoire | 12–0   | Kyoko Takabayashi    | Décision unanime                   | Shooto: Back To Our Roots 6                               | 8 novembre 2007   | 2     | 5:00  | Tokyo, Japon                            |                                                         |
| Victoire | 11–0   | Lisa Ellis           | Soumission (clé de bras)           | BodogFight: Vancouver                                     | 24 août 2007      | 1     | 4:50  | Vancouver, Colombie-Britannique, Canada |                                                         |
| Victoire | 10–0   | Cody Welchlin        | Soumission (clé de bras)           | NFF: The Breakout                                         | 10 mars 2007      | 1     | 2:40  | Minneapolis, Minnesota, États-Unis      |                                                         |
| Victoire | 9–0    | Masako Yoshida       | Soumission (clé de talon)          | Shooto: Battle Mix Tokyo 1                                | 26 janvier 2007   | 1     | 0:51  | Tokyo, Japon                            |                                                         |
| Victoire | 8–0    | Serin Murray         | Soumission (toe hold)              | Smackgirl: Legend of Extreme Women                        | 29 novembre 2006  | 1     | 0:20  | Tokyo, Japon                            |                                                         |
| Victoire | 7–0    | Keiko Tamai          | Soumission (clé de bras)           | Smackgirl: Top Girl Battle                                | 30 juin 2006      | 1     | 0:53  | Tokyo, Japon                            |                                                         |
| Victoire | 6–0    | Misaki Takimoto      | Technical Soumission (clé de bras) | Shooto: The Victory of the Truth                          | 17 février 2006   | 2     | 4:36  | Tokyo, Japon                            |                                                         |
| Victoire | 5–0    | Dah Le Chon          | Soumission (étranglement arrière)  | G-Shooto: G-Shooto 03                                     | 17 décembre 2005  | 1     | 0:19  | Tokyo, Japon                            |                                                         |
| Victoire | 4–0    | Ana Michelle Tavares | Décision unanime                   | G-Shooto: G-Shooto 02                                     | 12 mars 2005      | 2     | 5:00  | Tokyo, Japon                            |                                                         |
| Victoire | 3–0    | Nadia van der Wel    | Soumission (clé de bras)           | Shooto: Year End Show 2004                                | 14 décembre 2004  | 1     | 1:43  | Tokyo, Japon                            |                                                         |
| Victoire | 2–0    | Erica Montoya        | Décision unanime                   | HOOKnSHOOT: Evolution                                     | 6 novembre 2004   | 3     | 5:00  | Evansville, Indiana, États-Unis         |                                                         |
| Victoire | 1–0    | Yumi Matsumoto       | Soumission (étranglement arrière)  | Smackgirl: Holy Land Triumphal Return                     | 5 août 2004       | 1     | 0:40  | Tokyo, Japon                            |                                                         |